# Torrejón de Velasco
Torrejón de Velasco es un municipio y localidad española situado en el sur de la Comunidad de Madrid. El término municipal tiene una población de 4893 habitantes (INE 2024).

## Geografía
Limita al oeste con Torrejón de la Calzada, al norte con Parla, al noreste con Pinto, al este con Valdemoro, al sureste y ya en la provincia de Toledo con Esquivias, y al sur con Yeles e Illescas. La distancia a Madrid es de 28 km y el acceso es a través de un desvío de la carretera M-404 a la altura del punto kilométrico 27 de la A-42. 

## Historia
Los orígenes de la fundación del pueblo se pierden en la noche de los tiempos sin que se pueda establecer en forma concreta. Según ciertas fuentes podría ser fruto de una avanzadilla militar romana de la guarnición de Getafe, que posteriormente devendría en una población visigoda.
Sí queda patente la importancia estratégica de la población en la época de la Reconquista, sobre todo a partir del año 881 cuando la incursión de Alfonso III a las inmediaciones mismas de Toledo puso de manifiesto que la orografía de la sierra norte de Madrid no suponía ya una defensa natural frente a la pujanza de los reinos cristianos. Es por ello que no resulta difícil imaginar una línea defensiva en el sur de la Comunidad de Madrid que abarcase las poblaciones de Batres, Torrejón de la Calzada, Torrejón de Velasco, Valdemoro... que protegiese Toledo frente a los reinos cristianos del norte y su expansión repobladora.
Durante los siglos XII y XIII en la organización territorial madrileña coincide el conflicto de concejos por establecer sus límites con la constante tendencia expansionista del Arzobispado de Toledo. Es en ese contexto en el que surge la creación de las Órdenes Militares que vienen a desempeñar un papel de primer orden en la repoblación del área.

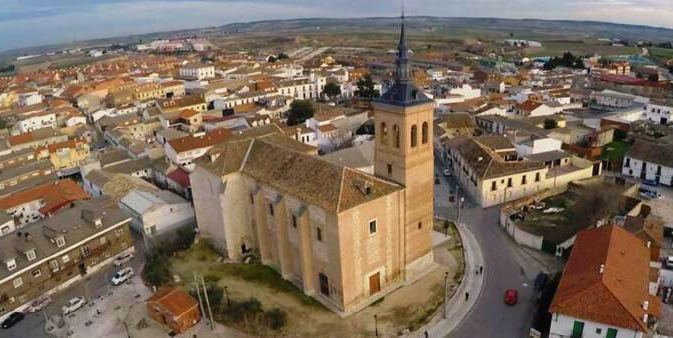
Iglesia de San Esteban

Así, en ese marco de conflicto en la delimitación territorial, la patente debilidad de la casa Trastámara siempre envuelta en tenaces luchas dinásticas acentuó el proceso feudal al verse obligado a efectuar amplias concesiones de terreno a prohombres de la época.
De ese modo queda documentada la concesión de la localidad de Torrejón de Velasco a que se vio obligado a efectuar Alfonso XI, en 1332, a favor de Sebastián Domingo, conde de Puñonrostro. Y prueba del declive aún mayor que sufriría en los años siguientes la casa de Trastámara es el hecho de que ya en el siglo XVI los señoríos de Puñonrostro abarcarían no sólo Torrejón de Velasco, sino también las localidades de Casarrubuelos, Cubas, Batres, Griñón, El Álamo, Villamanta y zonas de Moraleja de Enmedio. Finalizada la Reconquista y perdida ya la importancia militar del castillo, este, como muchos otros, pasó a convertirse en improvisada prisión de personajes ilustres, entre ellos Martín Cortés, marqués del Valle; o Juan Alfonso de Aragón, conde de Ribagorza, condenado a muerte por garrote su delito: uxoricida.
En 1541, Torrejón de Velasco vio nacer, a Francisco Arias de Bobadilla, IV conde de Puñonrostro, comandante del Tercio Viejo de Zamora, artífice, en 1585, del milagro de Empel, una de las más importantes batallas en la historia de España y que desde entonces harían a la Inmaculada Concepción, patrona de la nación española.
En 1775, aún bajo los condes de Puñonrostro, se instaló en su interior una fábrica de jabones y una hilatura de lana. Fue en el siglo XIX, durante la guerra de Independencia, cuando el castillo sufrió importantes desperfectos a manos de las tropas francesas que lo utilizaron como blanco de sus entrenamientos y maniobras con artillería.
Posteriormente, ya bien entrado el siglo XIX, con la desamortización de Mendizábal cambio de propietario, dejando de pertenecer a los herederos de Puñonrostro, y pasando el Castillo a tener un uso como almacén de aperos de labranza y corral para ganadería.
En ese mismo siglo, Torrejón de Velasco pertenecía al partido judicial de Getafe. Hacia mediados del siglo XIX, la villa tenía contabilizada una población de 1640 habitantes. Aparece descrita en el decimoquinto volumen del Diccionario geográfico-estadístico-histórico de España y sus posesiones de Ultramar de Pascual Madoz de la siguiente manera:

TORREJON DE VELASCO: v. con ayunt. de la prov. y aud. terr. de Madrid (4 leg.), part. jud. de Getafe (2), c. g. de Castilla la Nueva, dióc. de Toledo (8). sit. en un llano bastante estenso, y proxima á la carrera de Andalucía; la combaten todos los vientos, y su clima es propenso por lo comun á intermitentes y algunas catarrales. Tiene 300 casas de mediana construccion; casa de ayunt. en cuyo piso bajo está la cárcel; un castillo del Sr. conde de Puñonrostro, compuesto de dos habitaciones alta y baja, que en la actualidad sirven para cámaras de particulares, las murallas están destruidas en su mayor parte; hay escuela de instruccion primaria para niños, dotada con 2,000 rs., casa y la retribucion de los niños ricos, otra de niñas sin dotacion fija; una particular de niños á la que asisten 16, cuyo maestro celebra contrato especial, y una igl. parr. (San Esteban) con curato de segundo ascendo y de patronato del Estado; tiene un anejo en Torrejon de la Calzada; en los afueras se encuentra una ermita {San Nicasio); el cementerio que no ofende la salud pública, y una fuente de buenas aguas de las cuales se utilizan los vec. para sus usos, haciéndolo para el de los ganados de pozos que tienen la mayor parte de las casas. El térm. confina N. Parla y Torrejon de la Calzada; E. Valdemoro; S. Esquivias, y O. Casarubuelos y Cubas; se estiende 1 leg. de N. á S., poco mas ó menos de E. á O., y comprende dos desp. titulados Palomero y Pozuela; algun viñedo y olivares; varias canteras de yeso, y un prado del comun con medianos pastos: le cruza un pequeño arroyo llamado Guaten. El terreno es de secano y de mediana calidad. caminos: de herradura que dirijen á los pueblos limítrofes, en buen estado. El correo se recibe en Valdemoro, dos veces á la semana, por balijero. prod.: trigo, cebada, algarrobas, avena, vino, aceite, garbanzos y guisantes; mantiene ganado lanar churro, y cria caza menor. ind.: un molino de aceite. pobl.: 275 vec., 1,640 almas. cap. prod.: 6,420,133 rs. imp.: 24,348. contr.: 9'65 por 100.
(Madoz, 1849, p. 85)

## Demografía
Cuenta con una población de 4893 habitantes (INE 2024).
| Gráfica de evolución demográfica de Torrejón de Velasco entre 1842 y 2021                                             |
| |
| Población de derecho según los censos de población del INE. Población de hecho según los censos de población del INE. |

## Transporte público
Torrejón de Velasco cuenta con dos líneas de autobús, comunicando con Madrid capital una de ellas, teniendo la cabecera en el Intercambiador de Plaza Elíptica. Las dos líneas son operadas por Avanza Movilidad Integral y son las siguientes: 
| Línea | Recorrido                                     |
| ----- | --------------------------------------------- |
| 463   | Madrid (Plaza Elíptica) – Torrejón de Velasco |
| 466   | Parla – Valdemoro                             |

## Economía
Población tradicionalmente agrícola que en el correr de los siglos ha ido mudando su actividad de la viticultura a la industria olivarera y que actualmente centra su mayor producción en cebollas y patatas de gran calidad y reconocido prestigio.
En épocas recientes ha visto surgir una incipiente industrialización en el sector servicios en torno al polígono industrial que se halla a las afueras de la población.

## Política
| Partido político                         | Elecciones municipales de España de 2023 | Elecciones municipales de España de 2023 | Elecciones municipales de España de 2023 |
| Partido político                         | %                                        | Concejales                               |                                          |
| Partido Popular (PP)                     | 43,36                                    | 6                                        |                                          |
| Vox                                      | 28,13                                    | 3                                        |                                          |
| Partido Socialista Obrero Español (PSOE) | 15,23                                    | 2                                        |                                          |

El consistorio municipal está formado por los siguientes partidos : PP 6 concejales, Vox 3 concejales, PSOE 2 concejales.

## Educación
En Torrejón de Velasco hay una escuela infantil (pública), un colegio público de educación infantil y primaria y un colegio concertado. Asimismo, cuenta con una escuela municipal de música y baile.

## Patrimonio

### Castillo

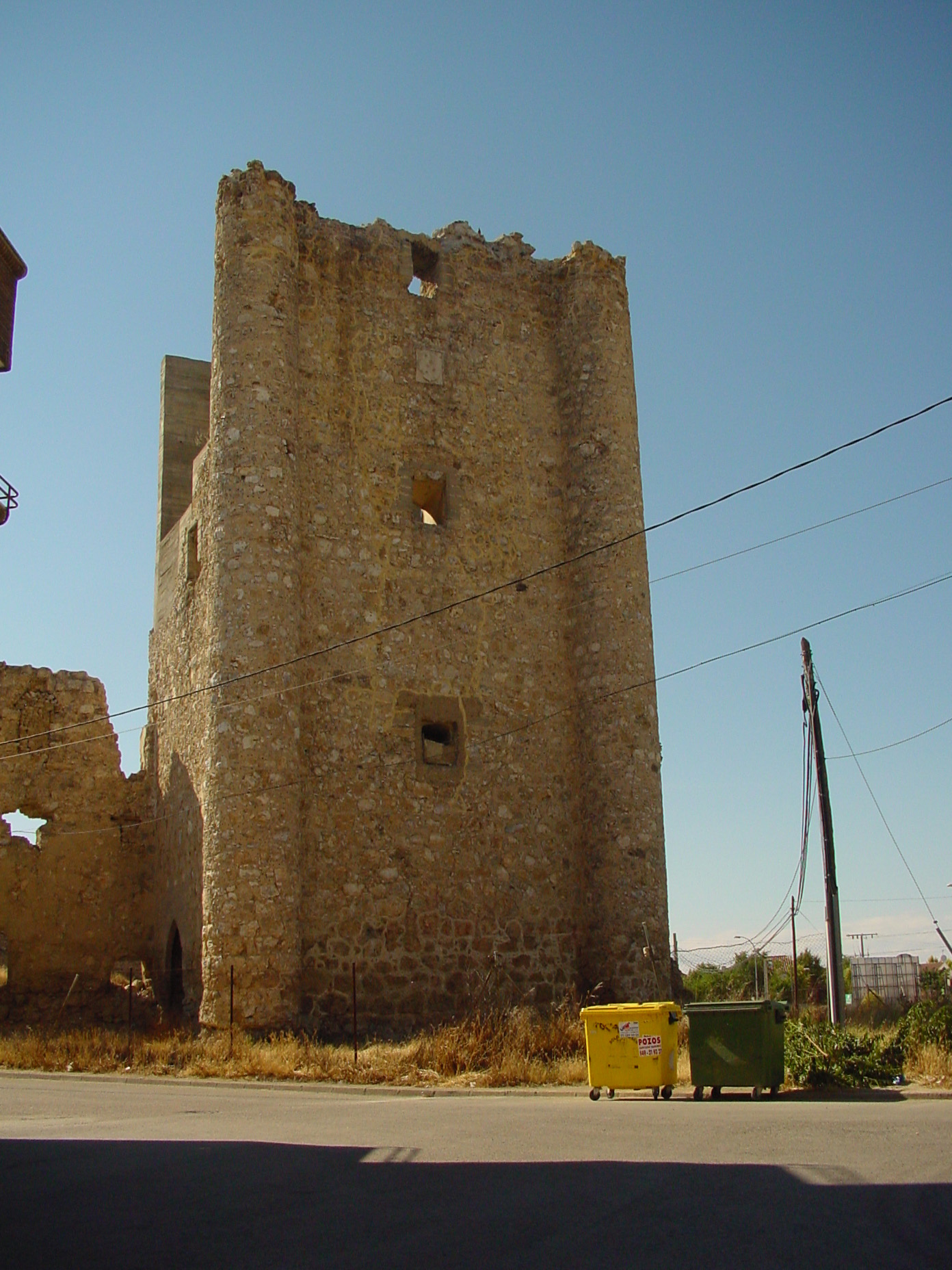
Torre del Homenaje del castillo

Aun cuando originalmente el castillo quedaba situado a las afueras del núcleo de la población, el vertiginoso crecimiento de los últimos tiempos le ha ido relegando a una situación central en la población.
Sin duda alguna la singularidad del castillo de Torrejón de Velasco viene dada porque junto al torreón central, al que debe su nombre la localidad, lo que es propiamente la Torre del Homenaje, hay una muralla que crea un espacio interior o patio central de treinta y siete por veintiún metros y fortalecido por nueve torres semicilíndricas.
La entrada principal del castillo, guarnecida por la torre del homenaje, es en arco ojival de sillería.
El conjunto de torres que rodean la construcción muestran restos de haber albergado en su día diferentes cámaras y estructuras que las interconectaban entre sí.
Actualmente, la Comunidad de Madrid de manos del Ayuntamiento, tiene un proyecto de restauración completa del Castillo, dividido en 7 fases que permitirá de nuevo la utilización del espacio para fines culturales.
Del proyecto de restauración se han ejecutado ya dos fases, que han supuesto más de un millón de euros de inversión, consiguiendo afianzar todo el patio de armas y recuperar casi completamente los cilindros y las paredes más cercanas a la avenida de la Constitución.
En los próximos años continuará el proyecto de restauración integral con la tercera fase que consolidará la Torre del Homenaje.

### Yacimientos paleontológicos
En 1991 la empresa Tolsa buscaba sepiolita en los alrededores de Torrejón de Velasco cuando dio por casualidad con los restos inmejorablemente bien conservados de un tigre dientes de sable.
Desde ese momento y gracias a la intensa labor de investigación que se ha venido realizando han podido ser recuperados restos fósiles de veinticinco especies de vertebrados que van desde peces, reptiles, aves y mamíferos. En el término municipal de Torrejón de Velasco en una época lejana, que los paleontólogos han fechado en unos nueve millones de años, habitaban animales tan variopintos como son los rinocerontes o los tigres de dientes de sable.
Se conocen cinco yacimientos paleontológicos bien documentados en el cerro de los Batallones de Torrejón de Velasco (Batallones-1, Batallones-2, Batallones-3, Batallones-4 y Batallones-5) y un área en el mismo cerro con indicios de vertebrados fósiles (Batallones-6).
En Batallones-2 se han extraído restos muy completos de mastodontes en un estado de conservación excepcional. En Batallones-4 se produjo el hallazgo de un esqueleto casi completo de una jirafa del Mioceno Superior, 10 millones de años de antigüedad. En los yacimientos Batallones-3, Batallones-5 y Batallones-6 se han encontrado restos de rinocerontes, tortugas y otros vertebrados.
Pero es sin duda alguna el yacimiento de Batallones-1 el que ofrece una singularidad única y que dota al conjunto de la verdadera importancia que se le ha atribuido. Ello es debido a la abuntande cantidad de carnívoros que se han hallado, cuando hablamos de restos paleontológicos del Mioceno medio (aproximadamente hace nueve millones de años) lo normal es hallar una mayor cantidad de herbívoros que de carnívoros, hasta el punto de ser normalmente en una proporción de nueve a uno, en cambio en Batallones 1 ocurre precisamente lo contrario. A ciencia cierta se ignora el motivo, es de suponer que en aquella época el cerro constituyese una zona próxima a una laguna donde los animales acudían a beber o en busca de herbívoros, y que el propio lodazal de los alrededores se convirtiese en una trampa natural para dichos animales.
Sea cual fuere el motivo lo cierto es que constituye sin duda un caso único en cuanto a abundancia de fósiles e inmejorable estado de conservación.
Para dar una idea aproximada de la importancia del lugar baste con decir que en el yacimiento de Batallones-1 se han identificado más de cuarenta mil restos fósiles, y las campañas de excavación continúan...

### Fuente de la Teja
Se trata de una fuente situada a poco más de 5 kilómetros de la población de Torrejón de Velasco, por el camino denominado "camino de Seseña", justo en la falda de los cerros que en lo alto de los mismos sirven de frontera entre uno y otro pueblo.
La fuente data según una inscripción en el caño de la misma de 1898 y consta de dos pilones más altos y otros cuatro a una altura más baja los cuales se mantienen a través de un caño que de manera constante abastece la fuente, haciendo rebosar unos pilones con otros.
Además, cabe destacar en las inmediaciones de la fuente de la Teja el merendero y descansadero existente.
Es aquí, donde a partir de los últimos años de la década de los 80 y primeros de los 90 cuando se construye una ermita en honor a san Isidro Labrador, patrón de los agricultores, y a la que todos los años el día 15 de mayo se hace una romería, y se celebra una misa en la misma ermita y posteriormente se invita a todos los asistentes a un aperitivo por cortesía de todos los hermanos de la hermandad de San Isidro.

### Plaza de España
Se trata de la plaza central del municipio de Torrejón de Velasco. De estilo castellano, fue restaurada hace pocos años y es el punto neurálgico del municipio. Cuenta con un gran parque infantil y una gran zona verde estancial, haciendo del lugar un sitio de reunión de todos los vecinos del pueblo. Es aquí donde se encuentran los edificios del ayuntamiento con el reloj de la plaza y las dependencias de policía local y servicios técnicos. Durante las fiestas se ubica la carpa municipal, donde tienen lugar las actuaciones culturales y musicales.

## Fiestas
Las fiestas patronales de Torrejón de Velasco se celebran el 15 de mayo y el 11 de octubre, en honor de san Isidro y a San Nicasio, respectivamente.
Durante la celebración de San Isidro, el 15 de mayo se lleva a cabo una romería, instituida por el párroco Regulo Giménez Masegosa, a la “Fuente de la Teja” en la que contando con la presencia de la imagen de San Isidro, se celebra una misa en su honor, para posteriormente bendecir los campos. Después, por parte de los agricultores se ofrece un aperitivo.
El 11 de octubre, san Nicasio, se celebra con la tradición de los actos religiosos, los festejos taurinos, los fuegos artificiales, la paella popular, la elección de las reinas y el desfile de las carrozas, elaboradas artesanalmente por los vecinos. Las carrozas normalmente elaboradas por los vecinos, reciben presupuestos del ayuntamiento para su realización, y se hace un certamen de carrozas, uno de los actos centrales de las fiestas de San Nicasio. El certamen es famoso en toda la zona sur de la Comunidad de Madrid y en la zona norte de la provincia de Toledo.